# 放浪の画家ピロスマニ
『ピロスマニ』または『放浪の画家ピロスマニ』は、グルジア（ジョージア）の素朴派の画家ニコ・ピロスマニの数奇な生涯を描いた1969年制作の伝記映画。監督は、『アラヴェルド』『バハレバとゴーギ』『若き作曲家の旅』などで知られるゲオルギー・シェンゲラーヤ。2015年11月21日より「放浪の画家ピロスマニ」の題名でデジタルリマスター版を公開した。しばしば「動く絵画」と評せられる。

## あらすじ

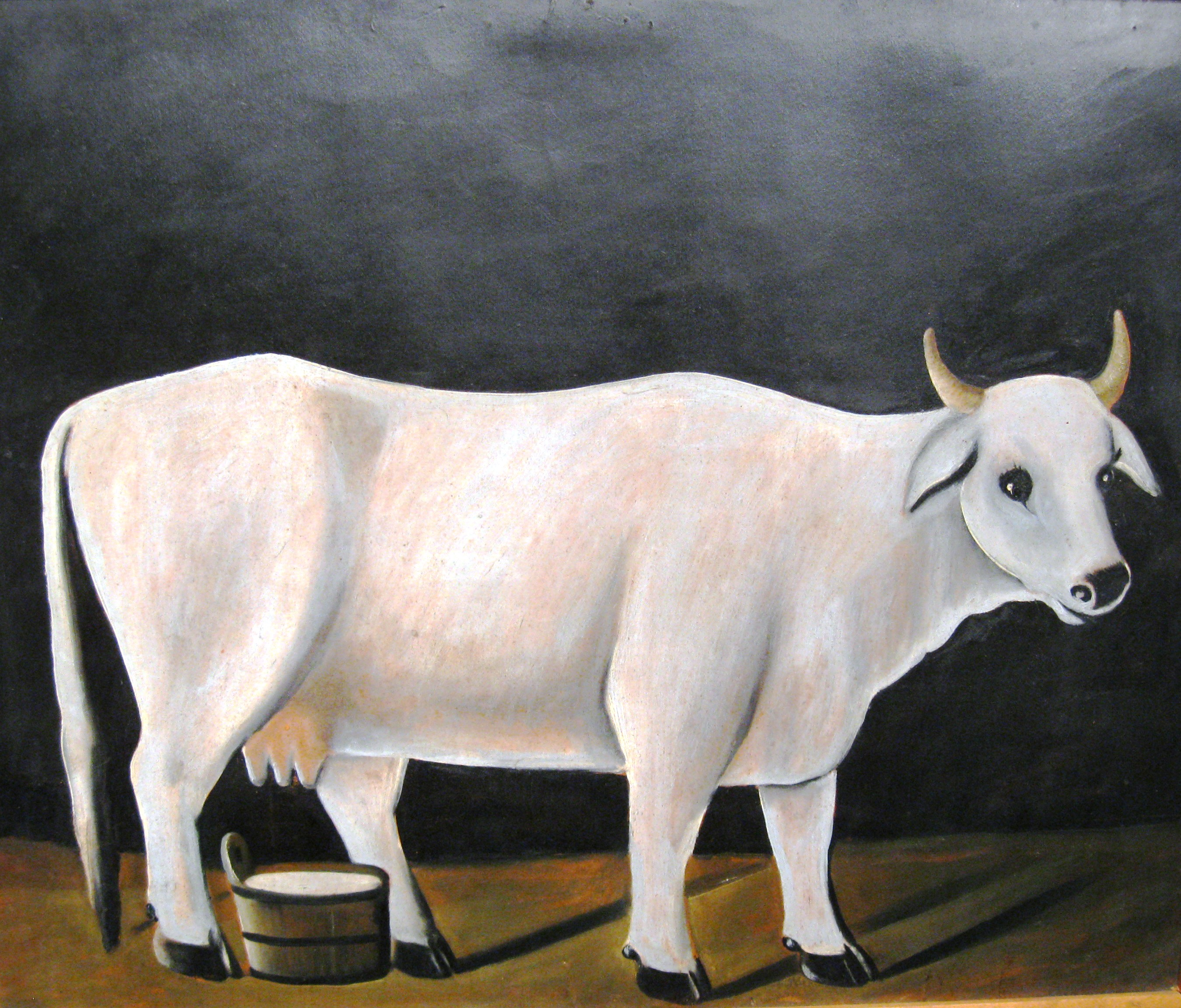
ニコ・ピロスマニ「黒字に白牛」

独学で絵を学んだニコ・ピロスマニは、絵を描き続けるものの、それでは生活できないので荒蕪地の小屋で牛乳屋をはじめ、白地に黒牛、黒地に白牛を描いた2枚の絵を店の看板にする。この絵は素朴で稚拙であるものの味わい深い絵であったが、そこを通りかかったイタリア人の画家がこの看板を売ってくれないかと頼み、ピロスマニは快く売ってしまう。

## 制作スタッフ
- 脚本…エルロム・アフヴレジアニ、ゲオルギー・シェンゲラーヤ
- 撮影…コンスタンチン・アプリャチン
- 音楽…Ｖ・クヒアニーゼ
- 美術…アフタンジル・ワラジ、ワシーリー・アラビーゼ

## 出演
- ピロスマニ役:アフタンジル・ワラジ（美術も担当）
- アッラ・ミンチン
- ニーノ・セトゥリーゼ
- マリャ・グワラマーゼ
- ボリス・ツィプリヤ
- ダヴィッド・アバシーゼ
- ズラブ・カピアニーゼ
- テモ・ペリーゼ